# Марія Тереза де Філіппіс
Марія Тереза де Філіппіс (11 листопада 1926 - 8 січня 2016) — італійська гонщиця і перша жінка, що змагалася у Формулі-1. Учасниця п'ятьох Гран-прі чемпіонату світу, дебютувала 18 травня 1958 року. За свою коротку кар'єру в Формулі-1 була вигравала гонки в інших серіях і запам'яталася у спорті як піонерка.

## Життєпис
Народилася 11 листопада 1926 року в Неаполі, Італія, наймолодшою з п'яти дітей італійського графа і іспанської матері. Її батько володів Палаццо Марільяно 16-го століття в Неаполі і Палаццо Б'янко (Білий палац) біля Казерти. В підлітковому віці вона була вершницею і тенісисткою.
У 22 роки де Філіппіс почала свою кар'єру.  Двоє з її братів сказали їй, що вона не зможе їхати дуже швидко, обдурюючи її і роблячи парі, що вона буде повільною. Виграла свою першу гонку, керуючи Fiat 500 на 10  км їзди між Салерно і Кава-де-Тіррені. Продовжувала керувати чемпіонатом італійських спортивних автомобілів, закінчивши другим місцем у сезоні 1954 року. Бачачи її потенціал, Maserati приніс їй як працює водій.
Де Філіппіс брала участь у різних змаганнях з моторних перегонів, включаючи гонки на пагорбах і витривалість, перед тим, як їй було надано можливість їздити у Формулі-1.  Вона здобула друге місце в спортивних гонках, отримавши Гран-Прі, керуючи автомобілем Maserati 200S.

## Формула Один
Maserati була успішним виробником шасі Формули в 1950-х, поставляючи кілька команд і виграючи численні гонки.  У 1957 Хуан Мануель Фанчжо виграв титул водіїв у Maserati 250F, його п'ята і остання перемога в чемпіонаті.  Команда офіційно вийшла зі спорту наприкінці року, але багато автомобілів залишилися, керовані приватниками.  18 травня 1958 де Філіппіс отримав можливість вступити в Гран-прі Монако, другий тур сезону Формули-1958, в одному з 250F.  З 31 учасників тільки половина учасників встановила гідний  час для кваліфікування.  Час Де Філіппіс 1: 50,8 б лише на 5,8 секунди менший відбіркового часу найшвидших 16 учасників, який включав майбутніх чемпіонів світу Майка Готорна, Джека Брабама,  Грема Хілла в його першій гонці. Фангіо дав Марії Терезі  багато порад протягом сезону.  В інтерв'ю 2006 року вона нагадала, що Фенджо сказав їй: "Ти їздиш занадто швидко, ти ризикуєш занадто багато".
Гран-прі бельгійців 1958 року дозволило всім водіям змагатися без відсікань у кваліфікаційному часі.  Де Філіппіс пройшла кваліфікацію на останньому місці, майже на 44 секунди пізніше від Тоні Брукса.  Незважаючи на те, що вона двічі впала в гонку на 24 кола, їй вдалося закінчити, хоч і на 10-му та останньому місці після дев'яти інших автомобілів, які не змогли завершити гонку.  Це виявилось її єдиним фінішем.
На наступній гонці, Гран-прі Франції в Реймс-Гуе 6 липня 1958 року, де Філіпіс не змогла змагатися.  У своєму інтерв'ю 2006 року вона заявила, що французький керівник змагання сказав: «Єдиний шолом, який жінка повинна носити, - це той, що в перукарні», і що він перешкодив їй взяти участь.
Де Філіппіс мала поганий результат на Гран-прі Португалії 1958 року в серпні.  Вона пройшла кваліфікацію на останньому місці, більш ніж на 15 секунд повільніше, ніж автомобіль перед нею, і змогла проїхати лише шість кругів, перш ніж її двигун зазнав краху.  7 вересня 1958 року вона почала свій домашній Гран-прі на Autodromo Nazionale Monza з останнього місця.  Вона закінчила 57 з 70 раундів перед тим, як вийти у відставку з проблемами двигуна. І на її останній 14-ій гонці (з 21 можливих), вона фінішувала восьмою..
Де Філіппс приєдналася до команди РКК Behra-Porsche за 1959 але знову не пройшла кваліфікацію на Гран-прі Монако.  Її час 1'47.8 був лише на три секунди від найнижчого кваліфікаційного темпу і ще на одну секунду  [./https://en.wikipedia.org/wiki/Wolfgang_von_Trips [Архівовано 21 травня 2019 у Wayback Machine.] Wolfgang von Trips].  Це була її остаточна спроба кваліфікації Гран-прі, хоча вона все ще залишалася активною в гонках.

### Відставка та подальша кар'єра
1958 рік був трагічним роком у Формулі-1, оскільки пов'язаний із смертю декількох водіїв. Лідер команди Porsche Жан Бехра помер 1 серпня 1959 року під час гонки у змаганнях за підтримки спортивних автомобілів на німецькому Гран-прі 1959 року в AVUS. Де Філіппіс теж повинна мала участь у цій події, і тому була глибоко спустошена смертю своїх друзів і, а особливо Бехрі. Вона вийшла з кола і повернулася назад до моторних гонок протягом 20 років.
Де Філіппіс одружилася в 1960 році і згодом створила сім'ю. Вона трималася подалі від всіх форм автоспорту до 1979 року, саме тоді вона приєдналася до Міжнародного клубу колишніх водіїв F1 Grand Prix. Вона також була членом-засновником клубу Maserati у 2004 році і стала її головою.
Марія Тереза Де Філіпс померла у січні 2016 року у віці 89 років.

## Спадщина
Де Філіппіс була першою особою жіночої статі в автоспортивних змаганнях і жодна жінка не брала участь у Формулі ще подальших 15 років.
| Рік  | Учасник                  | Шасі                   | Двигун                    | 1      | 2      | 3   | 4   | 5      | 6   | 7   | 8   | 9       | 10      | 11  | WDC | Очки |
| ---- | ------------------------ | ---------------------- | ------------------------- | ------ | ------ | --- | --- | ------ | --- | --- | --- | ------- | ------- | --- | --- | ---- |
| 1958 | Марія Тереза де Філіппіс | Maserati 250F          | Maserati </br> Straight-6 | ARG    | Пн DNQ | NED | 500 | BEL 10 | FRA | GBR | GER |         | ITA Ret | MOR | NC  | 0    |
| 1958 | Scuderia Centro Sud      | Maserati 250F          | Maserati </br> Straight-6 |        |        |     |     |        |     |     |     | POR Ret |         |     | NC  | 0    |
| 1959 | Dr. Ing F Porsche KG     | Behra-Porsche RSK (F2) | Porsche Flat-4            | Пн DNQ | 500    | NED | FRA | GBR    | GER | POR | ITA | США     |         |     | NC  | 0    |

| Рік  | Учасник                  | Шасі          | Двигун                    | 1   | 2   | 3     | 4       | 5   | 6   |
| ---- | ------------------------ | ------------- | ------------------------- | --- | --- | ----- | ------- | --- | --- |
| 1958 | Марія Тереза де Філіппіс | Maserati 250F | Maserati </br> Straight-6 | BUE | GLV | SYR 5 | AIN     | INT | CAE |
| 1959 | Марія Тереза де Філіппіс | Maserati 250F | Maserati </br> Straight-6 | BUE | GLV | AIN   | INT Ret | OUL | SIL |